# Yvette Bisson
Yvette Bisson, née le 18 mars 1926 à Montréal et morte le 1er juillet 2021, est une sculptrice québécoise.
Elle a réalisé, entre autres, la série Cosmotomes,.

## Biographie
Elle étudie à l'École des beaux-arts de Montréal de 1942 à 1947. Elle contribue à la fondation de l'Association des sculpteurs du Québec. En 1984, elle est récipiendaire du prix Miller-Brittain, remis par le gouvernement du Nouveau-Brunswick afin de souligner son implication dans le domaine des arts visuels. 

## Expositions individuelles et collectives
- 1960 : Musée des beaux-arts de Montréal
- 1965 : Musée du Québec
- 1966 : Musée Rodin, 3e Biennale internationale de sculpture contemporaine[8]
- 1968: Musée d'art contemporain de Montréal

## Musées et collections publiques
- Banque nationale du Canada[9]
- Musée national des beaux-arts du Québec[10]